# Virginia Slims of Newport
Virginia Slims of Newport byl profesionální tenisový turnaj žen hraný v americkém Newportu na Rhode Islandu, v prvním dějišti grandslamu US Championships. Probíhal na otevřených travnatých dvorcích areálu Newport Casino, otevřeného v červenci 1880. Klub se v roce 1954 stal sídlem Mezinárodní tenisové síně slávy.
Turnaj se nejdříve konal mezi lety 1971–1974 v rámci ženské světové série Virginia Slims, založené roku 1970 Gladys Heldmanovou, a nesoucí v názvu cigaretovou značku generálního sponzora. Na okruh se vrátil v roce 1983 jako Virginia Slims Hall of Fame Classic, od roku 1988 pak probíhal pod hlavičkou WTA Tour. Definitivně zanikl v sezóně 1990.
Do soutěže dvouhry nastupovalo třicet dva tenistek a čtyřhry se účastnilo šestnáct párů. Ženský turnaj se připojil k mužské události Hall of Fame Championships, která v Newportu vznikla roku 1976. Turnaje se účastnily Kerry Reidová, Margaret Courtová, Billie Jean Kingová, Chris Evertová či Martina Navrátilová. Závěrečný ročník vyhrála Španělka Arantxa Sánchezová Vicariová.
V letech 1991–1998 byl turnaj hrán ve formě exhibice. Vyjma předchozích šampionek a již neaktivních hráček pozvání ke startu také obdržela Jana Novotná.

## Přehled finále

### Dvouhra
| Rok' | vítězka                   | finalistka           | výsledek                |
| ---- | ------------------------- | -------------------- | ----------------------- |
| 1971 | Kerry Reidová             | Françoise Dürrová    | 6–3, 6–7(3–5), 7–6(5–4) |
| 1972 | Margaret Courtová         | Billie Jean Kingová  | 6–4, 6–1                |
| 1973 | Margaret Courtová         | Julie Heldmanová     | 6–3, 6–2                |
| 1974 | Chris Evertová            | Betsy Nagelsenová    | 6–4, 6–3                |
| 1975 | turnaj se nekonal         | turnaj se nekonal    | turnaj se nekonal       |
| 1982 | turnaj se nekonal         | turnaj se nekonal    | turnaj se nekonal       |
| 1983 | Alycia Moultonová         | Kim Jones-Shaeferová | 6–3, 6–2                |
| 1984 | Martina Navrátilová       | Gigi Fernándezová    | 6–3, 7–6(7–3)           |
| 1985 | Chris Evert-Lloydová      | Pam Shriverová       | 6–4, 6–1                |
| 1986 | Pam Shriverová            | Lori McNeilová       | 6–4, 6–2                |
| 1987 | Pam Shriverová            | Wendy Whiteová       | 6–2, 6–4                |
| 1988 | Lori McNeilová            | Barbara Potterová    | 6–4, 4–6, 6–3           |
| 1989 | Zina Garrisonová          | Pam Shriverová       | 6–0, 6–1                |
| 1990 | Arantxa Sánchez Vicariová | Jo Durieová          | 7–6, 4–6, 7–5           |

### Čtyřhra
| Rok  | vítězky                                | finalistky                             | výsledek          |
| ---- | -------------------------------------- | -------------------------------------- | ----------------- |
| 1971 | Judy Daltonová Françoise Dürrová       | Kerry Harrisová Kerry Reidová          | 6–2, 6–1          |
| 1972 | Margaret Courtová Lesley Huntová       | Rosemary Casalsová Billie Jean Kingová | 6–2, 6–2          |
| 1973 | Françoise Dürrová Betty Stöveová       | Janet Newberryová Pam Teeguardenová    | 6–4, 6–3          |
| 1974 | Lesley Charlesová Sue Mappinová        | Gail Chanfreauová Julie Heldmanová     | 6–2, 7–5          |
| 1975 | turnaj se nekonal                      | turnaj se nekonal                      | turnaj se nekonal |
| 1982 | turnaj se nekonal                      | turnaj se nekonal                      | turnaj se nekonal |
| 1983 | Barbara Potterová Pam Shriverová       | Barbara Jordanová Elizabeth Sayersová  | 6–3, 6–1          |
| 1984 | Alycia Moultonová Paula Smithová       | Lea Antonoplisová Beverly Mouldová     | 7–5, 7–6          |
| 1985 | Chris Evert-Lloydová Wendy Turnbullová | Pam Shriverová Elizabeth Smylieová     | 6–4, 7–6          |
| 1986 | Terry Holladayová Heather Ludloffová   | Cammy MacGregorová Gretchen Magersová  | 6–1, 6–7, 6–3     |
| 1987 | Gigi Fernándezová Lori McNeilová       | Anne Hobbsová Kathy Jordanová          | 7–6(7–5), 7–5     |
| 1988 | Rosalyn Fairbanková Barbara Potterová  | Gigi Fernándezová Lori McNeilová       | 6–4, 6–3          |
| 1989 | Gigi Fernándezová Lori McNeilová       | Elizabeth Smylieová Wendy Turnbullová  | 6–3, 6–7, 7–5     |
| 1990 | Lise Gregoryová Gretchen Magersová     | Patty Fendicková Anne Smithová         | 7–6, 6–1          |